# Chibiny

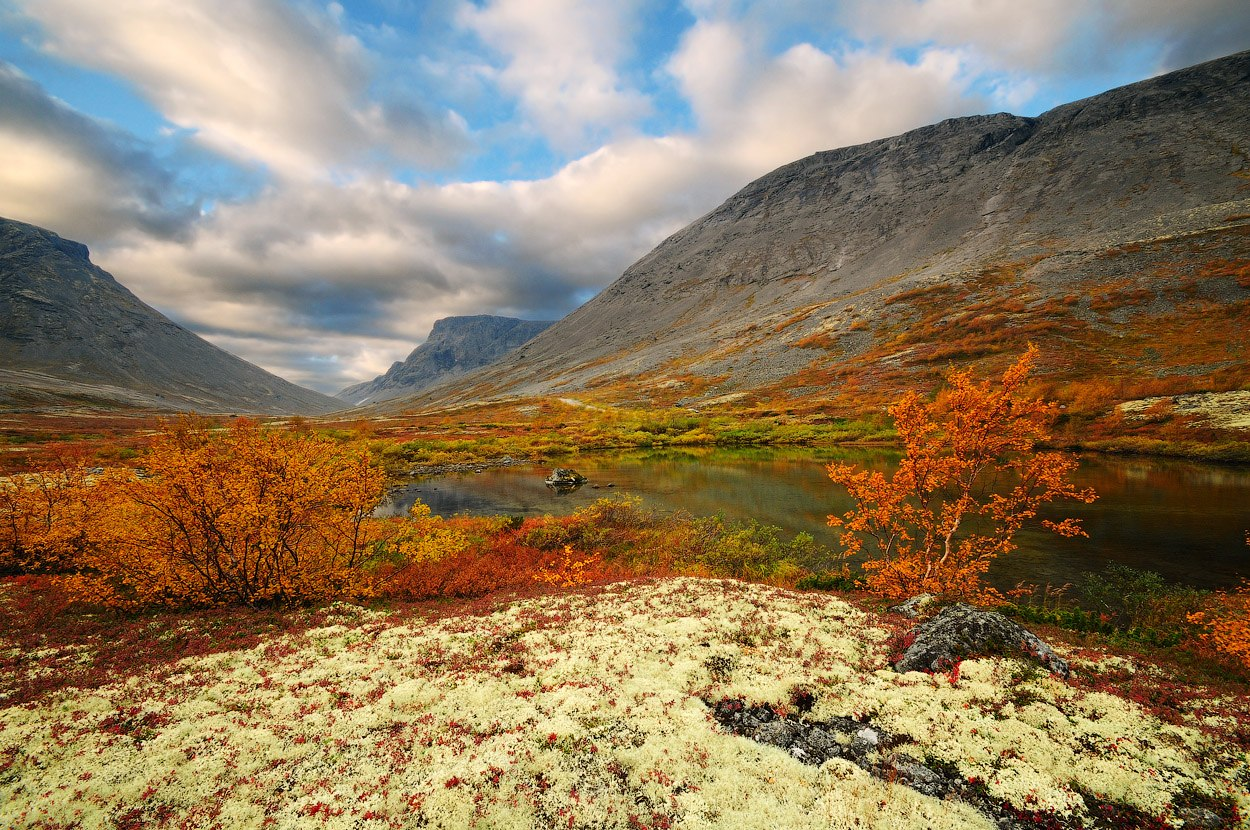
Jesień w Chibinach

Chibiny (ros. Хибины, kil. Умптек) – pasmo górskie w Arktyce, zbudowane głównie z głębinowych skał magmowych (sjenitów), należące do obwodu murmańskiego, położone w Kole podbiegunowym północnym u nasady Półwyspu Kolskiego w północno-zachodniej Rosji.

## Wiadomości ogólne
Występują tu najliczniej skały zawierające minerał apatyt, nefelin jak i wiele oryginalnych minerałów m.in. Astrofyllit, Łoparyt, Łomonosowit, Eudialit, Arktyt, Siudait (odkryty przez mineraloga Łukasza Kruszewskiego, nazwany na cześć mineraloga Rafała Siudy). Najwyższy szczyt to Judyczwumczorr mający wysokość 1201 m n.p.m. Największe miasto to Kirowsk – ważny ośrodek narciarski i centrum miejscowego przemysłu wydobywczego. U podnóża gór, opodal Kirowska znajduje się jeden z najbardziej na północ położonych ogrodów botanicznych na świecie – Polarno-Alpejski Ogród Botaniczny.
Większość nazw topogeograficznych pochodzi z języka lapońskiego. Góry zostały stosunkowo słabo zbadane. Doliny porośnięte lasotundrą, stoki roślinnością górsko-tundrową z wieloma gatunkami porostów. Chibiny to największy na świecie lakkolit (jednorodna magmowa intruzja).
W 2018 roku dużą część pasma objął Park Narodowy „Chibiny”.

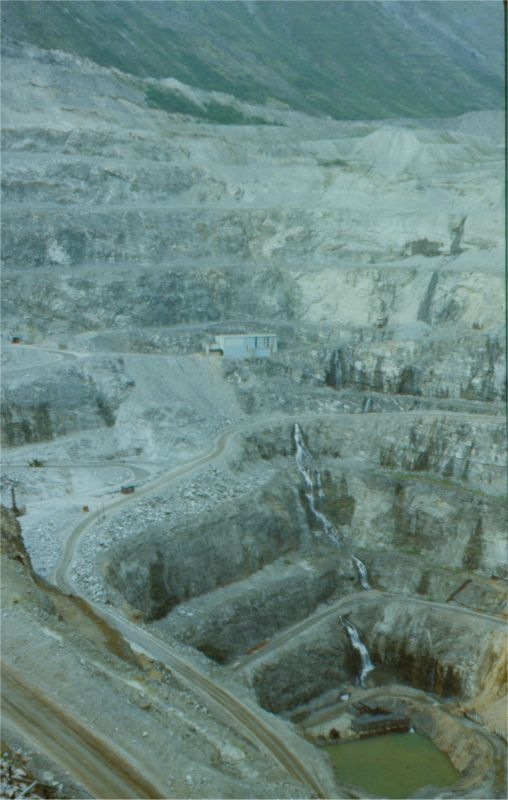
Kopalnia apatytu na zboczu Kukiswumczorr

## Klimat
W Chibinach występuje połączenie klimatu kontynentalnego i górskiego. Śnieg w górach leży od października do czerwca.
Noc polarna trwa 42 dni. Często występują cyklony oraz nagłe zmiany ciśnienia. Na otwartych przestrzeniach prędkość wiatru dochodzi do 180 km/godz. Od sierpnia do połowy kwietnia można dostrzec zorzę polarną.
Lato jest krótkie, w górach trwa od 60 do 80 dni bez większych przymrozków. U podnóża gór średnia dobowa temperatura waha się około 10 °C i trwa około 70 dni. W lecie i jesienią występuje maksimum opadów. W Chibinach spada od 600 do 700 mm deszczu w dolinach, do 1600 mm na płaskowyżu.

## Historia poznania
Pierwsze informacje o paśmie w literaturze pochodzą z XIX wieku. Badacze nie zaglądali w ten rejon wcześniej, pojawiali się tu jedynie nieliczni Pomorowie i Saamowie, osiedlając się wyłącznie na wybrzeżach. W 1840 A.F. Middendorf stwierdził tu występowanie licznych minerałów, jednak nieprzydatnych gospodarczo. W związku z tym do początku XX wieku rejon nie budził większego zainteresowania. W 1920 Aleksandr Fersman rozpoczął proces systematycznego badania gór. W 1921 u podnóża Kukiswumczorr znaleziono pierwsze bryły apatytów. Do 1928 oznaczono większą liczbę pokładów tego surowca, szacując zasoby na 500 milionów ton rudy. W 1930 na miejsce przybył Siergiej Kirow. Wynikiem lustracji była decyzja o budowie w dolinie Umptek, na brzegu jeziora Bolszoj Wudjawr nowego miasta - Chibinogorska, które miało się stać centrum wydobywczym apatytów. W 1934, po śmierci Kirowa, nazwę miasta zmieniono na Kirowsk. W drewnianym domu, w którym podjęto decyzję o budowie miasta otwarto muzeum.

## Flora i fauna
Flora jest bardzo cenna. Na obszarze Chibiny występuje wiele gatunków wymienionych w Czerwonej Księdze.
Faunę reprezentują kręgowce lądowe. 27 gatunków ssaków, 123 gatunków ptaków, 3 gatunki płazów. Niektóre z nich przypisane są chronione lub zagrożone.

## ToponimyihydronimyChibin (wybór)
- Góra Ajkuajwenczorr
- Góra Eweslogczorr
- Dolina Hakman
- Kaskasnjunczorr
- Chibinpachczorr
- Góra Koaszkar
- Góra Koaszwa
- Dolina Kunjok
- Góra Małyj Mannepach
- Góra Kukiswumczorr
- Szczyt Marczenko
- Góra Raswumczorr
- Góra Restinjun
- Góra Jukspor
- Dolina Łoparskaja
- Góra Njorkpachk
- Góra Partomczorr
- Rzeka Petrelius
- Góra Risczorr
- Góra Tachtarwumczorr
- Tuliłucht
- Rzeka Wuonnemjok
- Jezioro Imandra
- Jezioro Bolszoj Wudjawr (Wudźjawr)
- Przełęcz Jumekorr
- Góra Wudjawrczorr (Wudźjawrczorr)
- Góra Czasnaczorr
- Przełęcz Fersmana
- Umboziero

## Odnośniki zewnętrzne
- https://vpoisketurov.ru/dostoprimechatelnosti/hibiny-dostoprimechatelnosti.html
- Praca naukowa m.in. o budowie geologicznej i rzeźbie Chibin
- galeria. galeria.lasypolskie.pl. [zarchiwizowane z tego adresu (2008-05-04)].